# Royal Rumble (2011)
Royal Rumble (2011) a fost cea de-a douăzecișipatra ediție a pay-per-view-ului anual Royal Rumble organizat de World Wrestling Entertainment. Evenimentul s-a desfășurat pe data de 30 ianuarie 2011 în arena TD Garden din Boston, Massachusetts.
Acesta a fost primul Royal Rumble din istorie cu 40 de participanți.
Melodia originală a evenimentului a fost "Living in a Dream", interpretată de trupa Finger Eleven.

## Rezultate
| No.                                                 | Rezultate                                                         | Stipulație                                            | Timp    |
| --------------------------------------------------- | ----------------------------------------------------------------- | ----------------------------------------------------- | ------- |
| 1                                                   | R-Truth l-a învins pe Curt Hawkins                                | Meci simplu                                           | 4:20    |
| 2                                                   | Edge (c) l-a învins pe Dolph Ziggler (însoțit de Vickie Guerrero) | Meci simplu pentru WWE World Heavyweight Championship | 20:45   |
| 3                                                   | The Miz (c) (însoțit de Alex Riley) l-a învins pe Randy Orton     | Meci simplu pentru WWE Championship                   | 19:50   |
| 4                                                   | Eve Torres le-a învins pe Layla, Michelle McCool și Natalya (c)   | Meci Fatal 4-Way match pentru WWE Divas Championship  | 05:14   |
| 5                                                   | Alberto del Rio a câștigat eliminându-l pe Santino Marella        | 2011 - Meci Royal Rumble de 40 de oameni              | 1:09:49 |
| (c) – înseamnă campionii care-și pun titlul în meci |                                                                   |                                                       |         |

## Royal Rumble: intrări în meci și eliminări
| Nr. | Concurent            | Brand     | Ordinea eliminări | Eliminat prin                                              | Timp  | Eliminări |
| --- | -------------------- | --------- | ----------------- | ---------------------------------------------------------- | ----- | --------- |
| 1   | CM Punk              | Raw       | 21                | John Cena                                                  | 35:21 | 7         |
| 2   | Daniel Bryan         | Raw       | 8                 | CM Punk                                                    | 20:55 | 2         |
| 3   | Justin Gabriel       | SmackDown | 1                 | Daniel Bryan                                               | 00:58 | 0         |
| 4   | Zack Ryder           | Raw       | 2                 | Daniel Bryan                                               | 00:43 | 0         |
| 5   | William Regal        | Raw       | 3                 | Ted DiBiase                                                | 04:10 | 0         |
| 6   | Ted DiBiase          | Raw       | 7                 | Husky Harris & Michael McGillicutty                        | 12:16 | 1         |
| 7   | John Morrison        | Raw       | 10                | CM Punk, David Otunga, Husky Harris & Michael McGillicutty | 13:24 | 0         |
| 8   | Yoshi Tatsu          | Raw       | 5                 | Mark Henry                                                 | 05:35 | 0         |
| 9   | Husky Harris         | Raw       | 15                | The Great Khali                                            | 15:48 | 3         |
| 10  | Chavo Guerrero       | SmackDown | 4                 | Mark Henry                                                 | 02:01 | 0         |
| 11  | Mark Henry           | Raw       | 11                | CM Punk, David Otunga, Husky Harris & Michael McGillicutty | 07:04 | 2         |
| 12  | JTG                  | SmackDown | 6                 | Michael McGillicutty                                       | 01:48 | 0         |
| 13  | Michael McGillicutty | Raw       | 20                | John Cena                                                  | 15:07 | 4         |
| 14  | Chris Masters        | SmackDown | 9                 | CM Punk                                                    | 01:58 | 0         |
| 15  | David Otunga         | Raw       | 19                | John Cena                                                  | 11:56 | 2         |
| 16  | Tyler Reks           | SmackDown | 12                | CM Punk                                                    | 00:34 | 0         |
| 17  | Vladimir Kozlov      | Raw       | 13                | CM Punk                                                    | 00:40 | 0         |
| 18  | R-Truth              | Raw       | 14                | CM Punk                                                    | 01:02 | 0         |
| 19  | The Great Khali      | Raw       | 16                | Mason Ryan                                                 | 01:17 | 1         |
| 20  | Mason Ryan           | Raw       | 18                | John Cena                                                  | 04:32 | 2         |
| 21  | Booker T             | SmackDown | 17                | Mason Ryan                                                 | 01:08 | 0         |
| 22  | John Cena            | Raw       | 36                | The Miz                                                    | 34:17 | 7         |
| 23  | Hornswoggle          | SmackDown | 24                | Sheamus                                                    | 09:39 | 0         |
| 24  | Tyson Kidd           | Raw       | 22                | John Cena                                                  | 00:53 | 0         |
| 25  | Heath Slater         | SmackDown | 23                | John Cena                                                  | 00:57 | 0         |
| 26  | Kofi Kingston        | SmackDown | 31                | Randy Orton                                                | 26:04 | 1         |
| 27  | Jack Swagger         | SmackDown | 25                | Rey Mysterio                                               | 04:41 | 0         |
| 28  | Sheamus              | Raw       | 32                | Randy Orton                                                | 20:49 | 1         |
| 29  | Rey Mysterio         | SmackDown | 35                | Wade Barrett                                               | 22:34 | 2         |
| 30  | Wade Barrett         | SmackDown | 37                | Randy Orton                                                | 21:23 | 2         |
| 31  | Dolph Ziggler        | SmackDown | 27                | Big Show                                                   | 07:12 | 0         |
| 32  | Diesel               | Raw       | 26                | Wade Barrett                                               | 02:45 | 0         |
| 33  | Drew McIntyre        | SmackDown | 29                | Big Show                                                   | 04:46 | 0         |
| 34  | Alex Riley           | Raw       | 28                | John Cena & Kofi Kingston                                  | 02:50 | 0         |
| 35  | Big Show             | SmackDown | 30                | Ezekiel Jackson                                            | 01:30 | 2         |
| 36  | Ezekiel Jackson      | SmackDown | 33                | Kane                                                       | 07:14 | 1         |
| 37  | Santino Marella      | Raw       | 39                | Alberto Del Rio                                            | 12:54 | 0         |
| 38  | Alberto Del Rio      | SmackDown | —                 | Câștigător                                                 | 09:33 | 2         |
| 39  | Randy Orton          | Raw       | 38                | Alberto Del Rio                                            | 08:18 | 3         |
| 40  | Kane                 | SmackDown | 34                | Rey Mysterio                                               | 01:36 | 1         |